# HeidelbergCement
HeidelbergCement é uma empresa alemã de cimento e materiais de construção, fundada em 1874 por Johann Philipp Schifferdecker. É a quarta maior cimenteira mundial (2020).